# Tour de Sétif
El Tour de Sétif és una competició ciclista per etapes que es disputa als voltants de Sétif (Algèria). Es corre des del 2014, al mes de març. La cursa forma part de l'UCI Àfrica Tour.

## Palmarès
| Any  | Vencedor          | Segon                 | Tercer              |
| ---- | ----------------- | --------------------- | ------------------- |
| 2014 | Thomas Lebas      | Serguei Belikh        | Artur Shaymuratov   |
| 2015 | Nabil Baz         | Abderrahmane Mansouri | Boualem Belmoukhtar |
| 2016 | Essaïd Abelouache | Adil Barbari          | Tomas Vaitkus       |